# Dino World
Dino World ist ein Kinderspiel der Spieleautoren Flaminia Brasini, Virginio Gigli und Marco Pranzo. Das Spiel für zwei bis vier Spieler ab sechs Jahren dauert etwa 15 bis 20 Minuten pro Runde. Es ist im Jahr 2017 bei Haba erschienen und wurde 2018 auf die Empfehlungsliste des Kritikerpreises Kinderspiel des Jahres aufgenommen.

## Thema und Ausstattung
Bei dem Spiel geht es darum, die Nahrungskette der fleischfressenden Dinosaurier nachzuempfinden. Dafür müssen die Mitspieler Dinosaurierkarten unterschiedlicher Größe von der Spielschachtel schieben, um kleinere Dinosaurierkarten zu überdecken und damit zu fressen.
Das Spielmaterial besteht neben einer Spieleanleitung aus:
- einer Spieleschachtel als Sprungfelsen für die Dinosaurier,
- vier farbigen Spielerchips,
- 52 Dinosaurierkarten in unterschiedlichen Größen, davon 16-mal Archaeopteryx, 16-mal Velociraptor, je achtmal Dilophosaurus und Spinosaurus sowie viermal Tyrannosaurus rex (T-Rex).

## Spielweise
Vor dem Spiel bekommt jeder Spieler einen Spielerchip sowie ein Set von Dinosaurierkarten bestehend aus einem T-Rex, je zwei Spinosaurus und Dilophosaurus und vier Velociraptor. Die 16 Archaeopteryx-Karten werden auf dem Tisch (dem „Urwald“) verteilt, wobei sie sich nicht berühren oder aufeinander liegen dürfen.
Das Spiel wird im Uhrzeigersinn beginnend mit einem Startspieler gespielt. Der erste Spieler nimmt die geschlossene Spielschachtel und stellt sie vor sich ab, das die kurze schmale Seite nach oben weist; der Abstand zu den Karten auf dem Tisch muss mindestens die Breite einer Hand betragen. Dann legt er eine seiner Karten auf die Schachtel und schubst sie von dort auf die ausliegenden Karten. Landet die Dinosaurierkarte auf einer oder mehreren Karten, die kleiner als sie sind, hat der Dinosaurier Beute gemacht und der Spieler legt die unter der Karte liegenden Dinosaurier als Beute unter seinen Spielerchip während die gespielte Karte liegen bleibt. Landet er dagegen auf einer größeren Karte oder verdeckt keine andere Karte, bleiben alle Karten liegen. Karten, die über den Tisch hinaus geschubst werden, werden aus dem Spiel genommen.
Das Spiel endet, wenn alle Spieler alle ihre Dinosaurier eingesetzt haben. Danach werden die erbeuteten Dinosaurier unabhängig von der Kartengröße gezählt und Gewinner ist der Spieler, der die meisten Karten bekommen hat.

## Veröffentlichung und Rezeption
Das Spiel Dino World wurde von den italienischen Spieleautoren Flaminia Brasini, Virginio Gigli und Marco Pranzo entwickelt und ist im Jahr 2017 als Mitbringspiel bei Haba in einer multilingualen Version auf Deutsch, Niederländisch, Französisch, Englisch, Italienisch und Spanisch erschienen. Dabei veröffentlichte es HABA sowohl in einer deutschsprachigen wie auch in einer englischen, französischen, niederländischen und spanischen Verpackung. Das Spiel wurde 2018 auf die Empfehlungsliste des Kritikerpreises Kinderspiel des Jahres aufgenommen.
Das Jury zum Kinderspiel des Jahres beschrieb das Spiel wie folgt:

„Fressen oder gefressen werden? Das ist die große Frage in diesem kleinen, feinen Urzeitabenteuer. Kaum hat sich der füllige Velociraptor genüsslich auf den zierlichen Archaeopteryx gestürzt, wird er von dem voluminösen Dilophosaurus geschnappt. Den allergrößten Appetit hat allerdings der gigantische T-Rex. Runde für Runde wählen die Spieler aus ihrem Set unterschiedlich großer Dinokarten eine aus, um diese dann möglichst geschickt von der hochkant aufgestellten Spielschachtel in Richtung bereits ausliegender Dinos zu schubsen. Agieren die Spieler mit List und Zielgenauigkeit, machen ihre Urzeittiere auch tatsächlich fette Beute. Denn nur, wer mit clever ausgesuchten Karten geradewegs auf kleineren Saurierkarten landet, hat in dem actionreichen Mitbringspiel am Ende den vollsten Dinomagen.“

Der Spielekritiker Wieland Herold beschrieb das Spiel in seinem Blog „Mit 80 Spielen durch das Jahr“ und resümiert: „Die drei italienischen Autoren fangen die Kinder nicht nur thematisch ein, sondern vor allem durch die raffinierte Jagdidee.“ Er setzt es zudem in den Kontext mit anderen Spielen der Autoren: „LORENZO DER PRÄCHTIGE, MAESTRO LEONARDO, EGIZIA und ganz neu COIMBRA, solche hochkarätigen Spiele müssen es schon sein, wenn sich Virginio Gigli und Flaminia Brasini ans Spielerfinden machen. Irgendwo läuft es mindestens im Kenner- oder Expertenbereich ab. Zusammen mit Marco Pranzo haben sie jetzt zum ersten Mal ein Kinderspiel entwickelt, das sich zwar ebenfalls mit bedeutenden Figuren beschäftigt, aber als Geschicklichkeitsspiel mit Gestalten aus der Kreidezeit.“

## Belege
1. 1 2 3  Spieleanleitung Dino World bei HABA
2. ↑  Dino World, Versionen bei BoardGameGeek. Abgerufen am 29. September 2018.
3. 1 2  Dino World auf der Website des Spiel des Jahres e.V.; abgerufen am 29. September 2018
4. 1 2  Wieland Herold: Dino World auf Mit 80 Spielen durch das Jahr; abgerufen am 29. September 2018